# بركة سفيد
بركة سفيد (بالفارسية: بركه سفيد) هي قرية في ناحية علاء مرودشت الريفية، مقاطعة لامرد ، محافظة فارس، إيران. حسب تعداد عام 2006، بلغ عدد سكانها 91 نسمة، موزعين على 15 عائلة.

## أنظر أيضا
- محافظة فارس
- لامرد